# Коралі
Кора́лі — намисто із привозних намистинок коралових у вигляді циліндриків, або барилець, нанизаних на нитку. Кількість ниток може бути від 1 до більш ніж 25. Кожна нитка зветься разок. Червоні коралі є традиційним елементом національного одягу українців та білорусів. Коралі були не лише прикрасою, але й оберегом здоров’я і краси.

## Історія та традиції
В історичні часи вони набули найширшого розповсюдження на Київської Русі, хоча і залишалися малодоступними для біднішого населення, тому кількість ниток намиста і розмір намистин часто були показником достатку сім'ї. Найпрестижнішим вважалося мати 24-25 ниток, з великими намистинами. Дорогі червоні коралі оброблялися у вигляді овалів, чи барилець. Більш дешеві коралі були невеликі, нарізані у формі маленьких циліндриків (колюче намисто). Часто, особливо у Карпатах, серед намистин коралів нанизували срібні, або й золоті монети з напаяним вушком для силяння (австрійські дукати або російські рублі). Від назви монет такі коралі називалися дукач. На Буковині така срібна монета звалася салба.
За традицією, хрещений батько дарував дукач своїй хрещениці, коли їй виповнювався 1 рік, і та мала зберігати подарунок, надіваючи його переважно у свята. В східних українських землях на дукачі також нанизували великого металевого банта, прикрашеного емаллю або каменями. На Лівобережжі між коралями нанизували срібні намистини (рифи, пугвиці). Разом із ланцюжком та хрестиком рифи композиційно врівноважували великі металеві дукачі. У західних областях України срібні монети часом замінювали однією чи декількома металевими або фініфтевими іконками чи хрестиками.
Багато народів світу вважають, що намисто має магічні властивості (зокрема воно оберігає від застуди, а розрив нитки провіщує господині нещастя). Ближче до 40 років жінки часто відмовлялись від носіння намиста. Жінки похилого віку якщо й носили намисто, то у незначній кількості й темного кольору.

## Сучасна історія
Нині традиційні для України прикраси з червоних коралів можна побачити на багатьох жінках та мало не в кожній вітрині ювелірного чи сувенірного магазину. Їх роблять зі скелетів коралових поліпів. У народі коралі зі справжніх коралів називали «добре намисто», «мудре намисто», «щирі коралі». Колонії поліпів дуже повільно ростуть на глибині в теплих водах Середземного моря та тропічної Атлантики. Кольору скелету (від блідорожевого через криваво-червоний до темновишневого) надає чистий оксид заліза тривалентного, який синтезують самі поліпи. Чорні ювелірні корали це не близькі родичі червоних, а просто схожий спосіб формувати скелет. У світі живе приблизно 200 видів коралових поліпів зі скелетами, які придатні для виробництва намиста (коралів). У зв'язку з хижацьким винищенням коралових поліпів і їхнім відмиранням внаслідок забруднення довкілля та глобального потепління, продаж виробів зі справжніх червоних коралів заборонений у деяких країнах, зокрема в Канаді. Замість справжніх намистин із червоних коралових поліпів часто використовують намистини із фарбованих білих коралів, або синтетичних матеріалів (пластик, кераміка).